# Groote Tjariet
Groote Tjariet – niewielka rzeka w północnej Holandii, w prowincji Groningen.